# Queens (firma)
Queens je řetězec módních obchodů a mezinárodní e-shop se zaměřením hlavně na prodej streatwear, tenisek. Queens založila Lenka Ondruchová 1. prosince 2003 v Ostravě. V současnosti existuje e-shop ve čtyřech jazykových mutacích (česky, anglicky, německy a slovensky). 

## Historie
Počátky řetězce sahají až do roku 1999, kdy Lenka Ondruchová prodávala vintage oblečení v ostravském graffiti shopu. Když pak byl v roce 2001 tento obchod na prodej, odkoupila ho napůl s tatérem Janem Stanovským, kterému se přezdívalo Fishero. Obchod společně otevřeli 1. září 2001. Ten provozovali ještě pod společným jménem Freihand. Oficiálně první obchod Queens vznikl v Brně. Po dokončení vysoké školy a uspoření dostatečného množství peněz, Lenka Ondruchová tam otevřela první obchod pod značkou Queens. Hned poté následoval odkup druhé půlky ostravského obchodu a jeho přejmenování. 
Cílem bylo nabídnout českým zákazníkům alternativu k populární skate módě. O Velikonocích v roce 2004 byl spuštěn online katalog, v roce 2006 klasický e-shop.V listopadu 2005 došlo k otevření další pobočky Praze. 
V roce 2016 obchod zaznamenal průměrně 274 objednávek za den.
V roce 2015 obrat obchodu činil téměř 100 miliónů korun. V roce 2016 dosáhl hodnoty 140 miliónů korun. V roce 2016 obchod zaznamenal průměrně 274 objednávek za den. Následující rok obrat vzrostl na částku 180 miliónů korun. Dne 14. prosince 2017, spustila firma e-shop pro německý trh, v září 2018 verzi pro slovenský trh a ke konci roku globální anglickou verzi e-shopu, která prodává zejména streetwear zboží a sneakers do celého světa.
V roce 2021 firmu koupil konkrurenční obchod Footshop.